# パール楽器製造

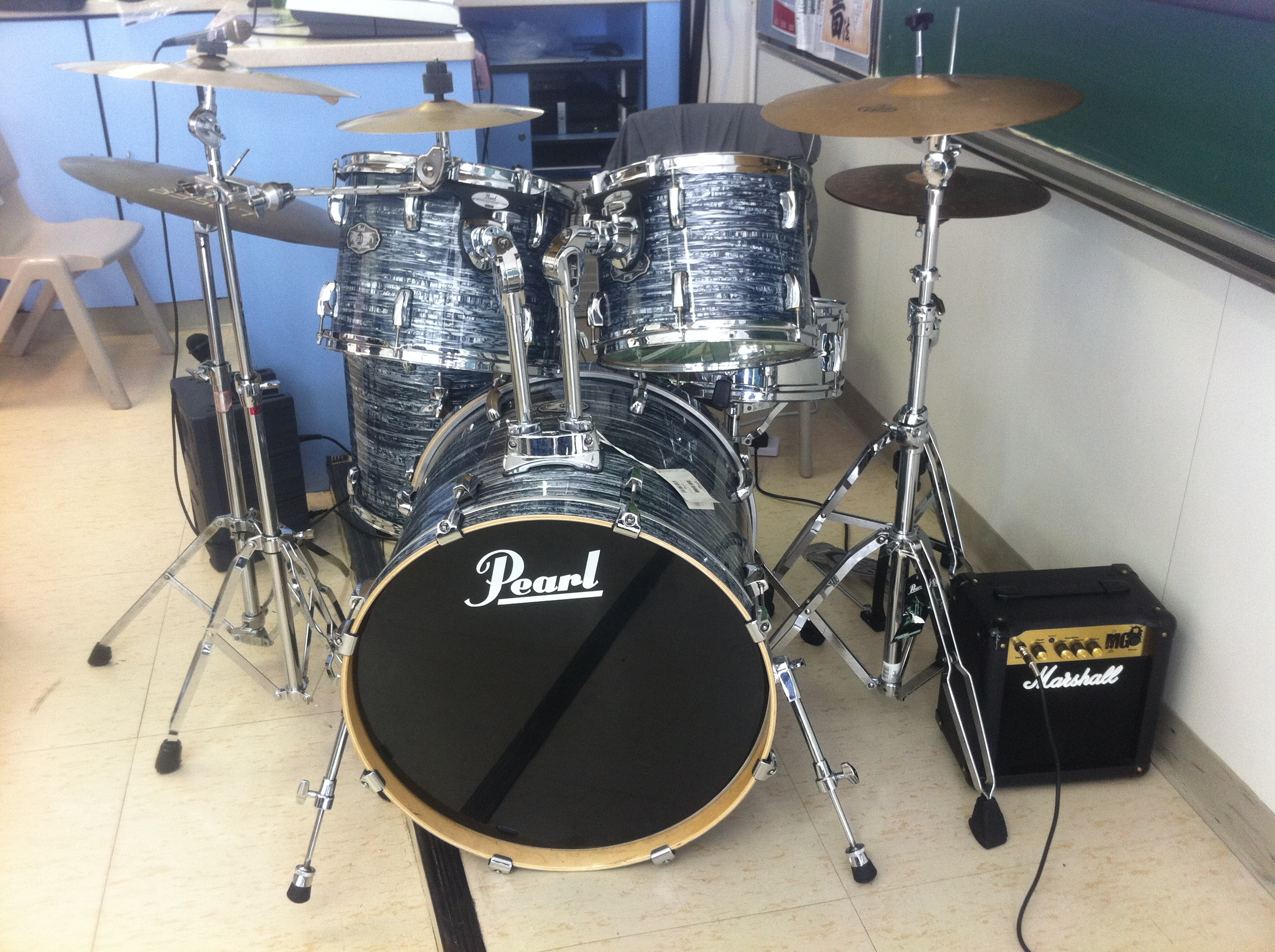
パールのドラムセット

パール楽器製造株式会社（パールがっきせいぞう、英: Pearl Musical Instrument Co.）は日本の楽器メーカー。打楽器やフルートを製造する。1946年に設立。世界中で数多くの著名ミュージシャンが愛用している。

## 沿革
- 1946年 - 東京都墨田区にて打楽器製造開始。
- 1952年 - 株式会社に改組。パール楽器製造株式会社発足。
- 1956年 - 輸出開始。
- 1961年 - 本社八千代工場完成。
- 1962年 - 柳澤勝己は会長に。柳澤美津男が社長に就任。
- 1968年 - 千葉工場完成。フルート部門設立。
- 1972年 - 貿易部設置。電子楽器分野に進出。
- 1973年 - 台湾真珠楽器股分有限公司を設立。
- 1975年 - 販売会社、(有)ユナイテッド楽器を設立。
- 1976年 - (有)ユナイテッド楽器を改め、パール楽器販売(株)に社名変更。
- 1979年 - Pearl International Inc.を米国テネシー州ナッシュビルに、Pearl Music Ltd.を英国にそれぞれ設立。
- 1984年 - 営業部流通センター開設。
- 1987年 - パール楽器販売(株)を吸収合併。
- 1990年 - Pearl International Inc. を Pearl Corporation に社名変更。
- 1993年 - Pearl Music Ltd. を Pearl UK LTD. に社名変更。
- 1994年 - パールフルートギャラリー開設。
- 2002年 - オランダに Pearl Music Europe BV を設立。
- 2004年 - 会社分割を実施。パール株式会社を設立。
- 2005年 - 中国浙江省に真珠楽器(杭州)有限公司設立。
- 2008年 - パール(株)を吸収合併。

## 主なエンドース契約ミュージシャン（ドラマー）

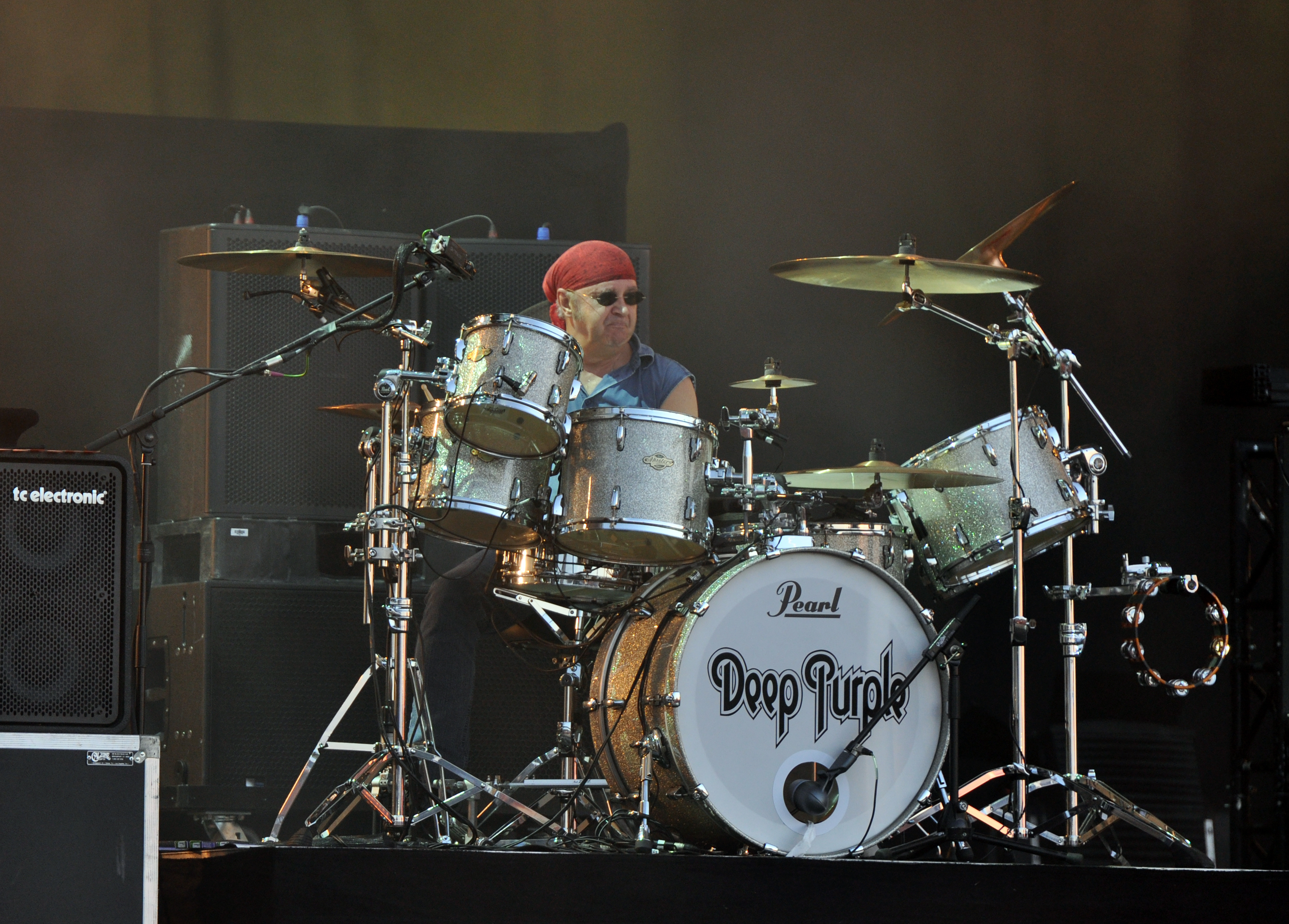
イアン・ペイス

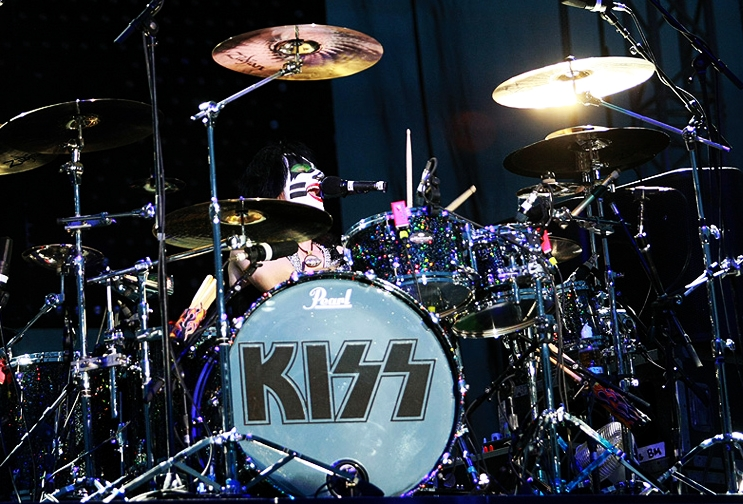
エリック・シンガー

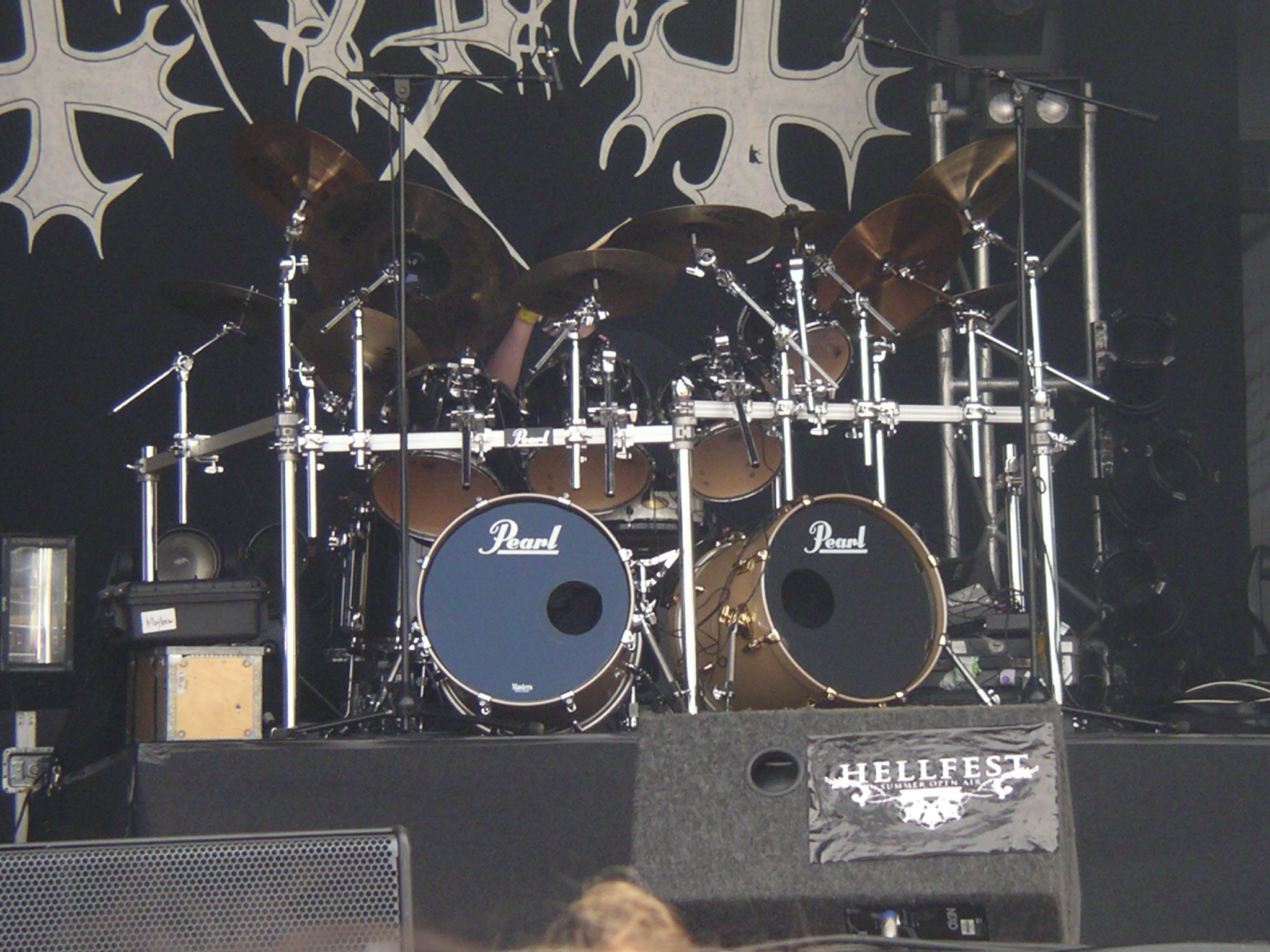
ヘルハマー

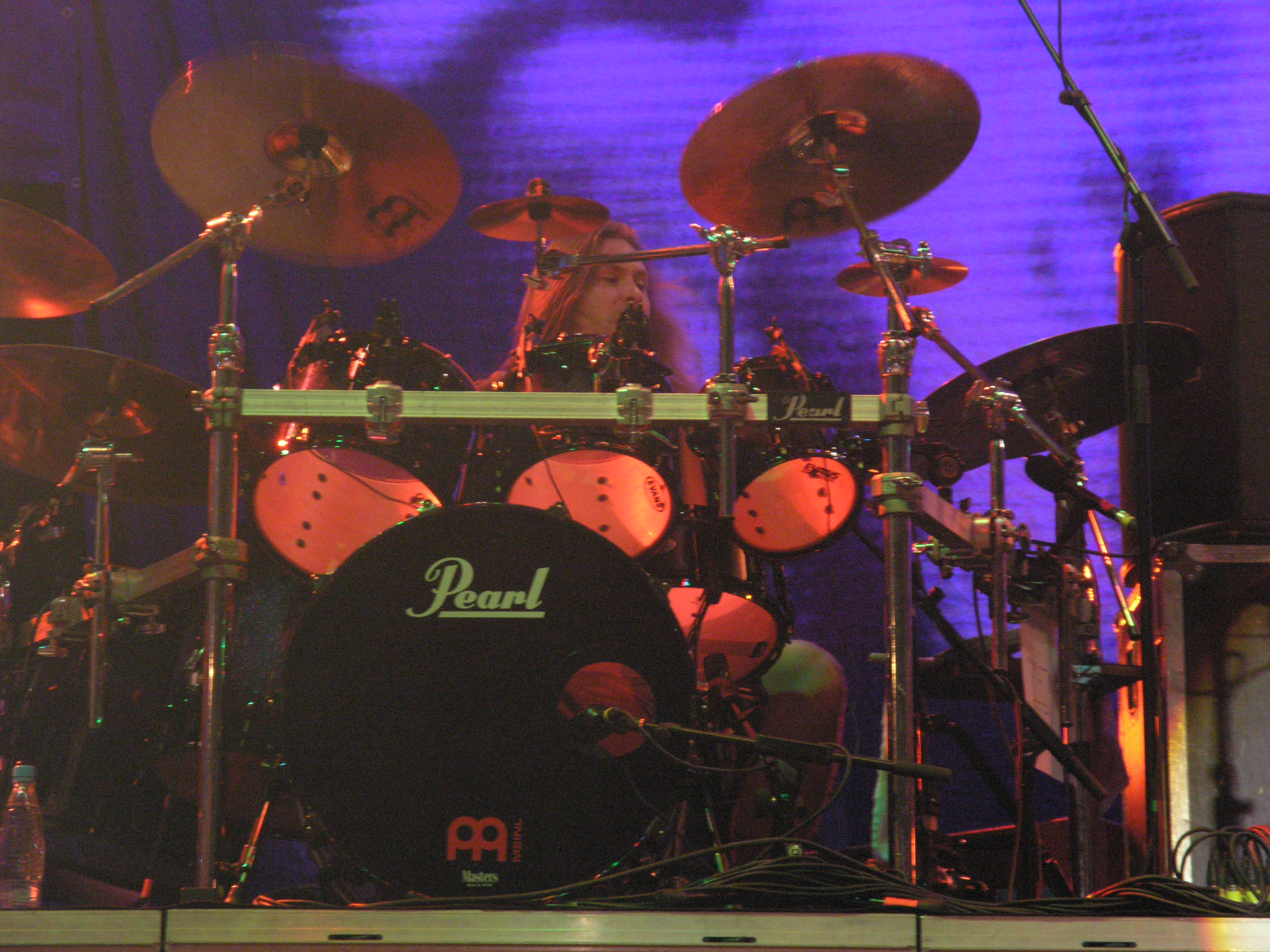
ヤスカ・ラーチカイネン

- イアン・ペイス - ディープ・パープル
同社よりシグネチャーモデルのスネアドラムをプロデュースしている。
- 五十嵐公太 - 元JUDY AND MARY
- 伊地知潔 - ASIAN KUNG-FU GENERATION
- エリック・シンガー - キッス
- 大倉忠義 - 関ジャニ∞
- 柿健一 - 元STANCE PUNKS
- 梶原徹也 - THE BIG HIP, 元THE BLUE HEARTS
- 加藤茶 - ザ・ドリフターズ
- 菊地哲 - D'ERLANGER、元CRAZE
- 木村万作 - プリズム
- 桐田勝治 - Gargoyle,ザ・クロマニヨンズ
- Sakura - SONS OF ALL PUSSYS、Gibkiy Gibkiy Gibkiy、元L'Arc〜en〜Ciel
シグネチャーモデルのスネアドラムをプロデュースしている。
- シェーン・ガラース - B'zのサポート・ドラマー
- ジェフ・ポーカロ - 元TOTO
ドラムラックを考案し、後に製品化された。
- shuji - Janne Da Arc
- ジョーイ・ジョーディソン - スリップノット
シグネチャーモデルのスネアドラムをプロデュースしている。
- 真太郎 - UVERworld
- 真矢 - LUNA SEA
- Shinya - Dir en grey
- 高橋まこと - 元BOØWY
- チャド・スミス - レッド・ホット・チリ・ペッパーズ、チキンフット
- つのだ☆ひろ
- ティコ・トーレス - ボン・ジョヴィ
- ドニー・ボールドウィン - スターシップ
- 富田京子 - 元プリンセス・プリンセス
- Toshi Nagai - GLAYのサポート・ドラマー。シグネチャーモデルのスネアドラムをプロデュースしている。
- ナカヤマシンペイ - ストレイテナー
- 羽入田新 - THE BLACK MAGES
- 長谷川哲 - 元IMITATION
- 長谷部徹 - 元THE-SQUARE
- ファンキー末吉 - 爆風銃、爆風スランプ、X.Y.Z.→A
- 樋口宗孝 - LAZY、LOUDNESS
- ヘルハマー - メイヘム
- マイク・マンジーニ - 元エクストリーム、スティーヴ・ヴァイなどのサポートでも知られる、1分間の打数のギネス記録保持ドラマー
- まこと - シャ乱Q
- MIZUHO - ZONE
- 宮脇“JOE”知史 - 44MAGNUM
- 牟田昌広 - 元SADS、ベッキー♪♯・森友嵐士・松井常松などのサポート
- 村上秀一 - 村上"ポンタ"秀一
- ヤスカ・ラーチカイネン - チルドレン・オブ・ボドム
- ヤノ - POLYSICS
- yukihiro - L'Arc〜en〜Ciel
シグネチャーモデルのスネアドラムをプロデュースしている。
- RINA -  SCANDAL
シグネチャーモデルのスネアドラムをプロデュースしている。
- ジョージ川口
- アート・ブレイキー
- Kid'z  - MY FIRST STORY
- ナオミチ  - KNOCK OUT MONKEY

## 過去にパールのドラムを使用していたミュージシャン
- ヤガミトール - BUCK-TICK
- 則竹裕之ｰ元T-SQUARE

## パールのドラム
パールドラムセットのラインナップ
- Masterworks - パール最高品質・完全オーダーメイドのドラム
- Carbonply Maple - メイプルの内側にカーボンクロスをラミネートさせたドラムシェル
- Reference - メイプル、バーチ、アフリカンマホガニーから様々なシェルを構成
- Masters Premium - “黄金比”をコンセプトに、ドラムシェルの空気穴の位置を設定
- Masters Custom - 旧マスターズシリーズ。パール伝統の6プライ・メイプルシェル
- Export Custom - メイプル100%ラッカーコートのドラムセット
- Vision - バーチプライシェルのUVラッカー仕上げ
- CRYSTAL BEAT - シームレスのアクリルシェル
- Export - 上級モデルのデザインコンセプトを継承しつつ、高いコストパフォーマンスを実現
- Forum - 上質なエントリーモデル。セイビアン“SOLAR”シンバルとのフルセット
- Sound Check - 耐久性に富んだ、ビギナー・ジュニア向けドラムフルセット
- ROADSHOW - この1セットですぐに演奏ができるビギナー向けのドラムフルセット
- MIDTOWN - 本格的なコンパクトセット。
- Rhythm Traveler - 持ち運び可能なドラムセット

## その他の楽器
- フォークギター - 1970年代前半に、パール楽器販売より発売。ほとんどは、林ギター製作所（長野県松本市）で製造されたといわれる。
- フルート - 1968年より製造開始。
- アゴーシャ - オリジナルのアゴゴとシェイカーが合体した楽器。
- ギャンジーロ - オリジナルのジングルとガンザが合体した楽器。
- シェーカリン - オリジナルのジングルとシェイカーが合体した楽器。

## 楽器以外の商品
- ペダル式消毒液スタンド - 新型コロナウイルス感染症（COVID-19）の世界的な感染拡大を受け、2020年に発売。ハイハットシンバルのスタンドを改造したもの。ペダルで消毒液を射出して両手で液を受け止める事が可能[1]。